# 馬德雷克山
47°25′11″N 15°13′19″E / 47.419598°N 15.221965°E

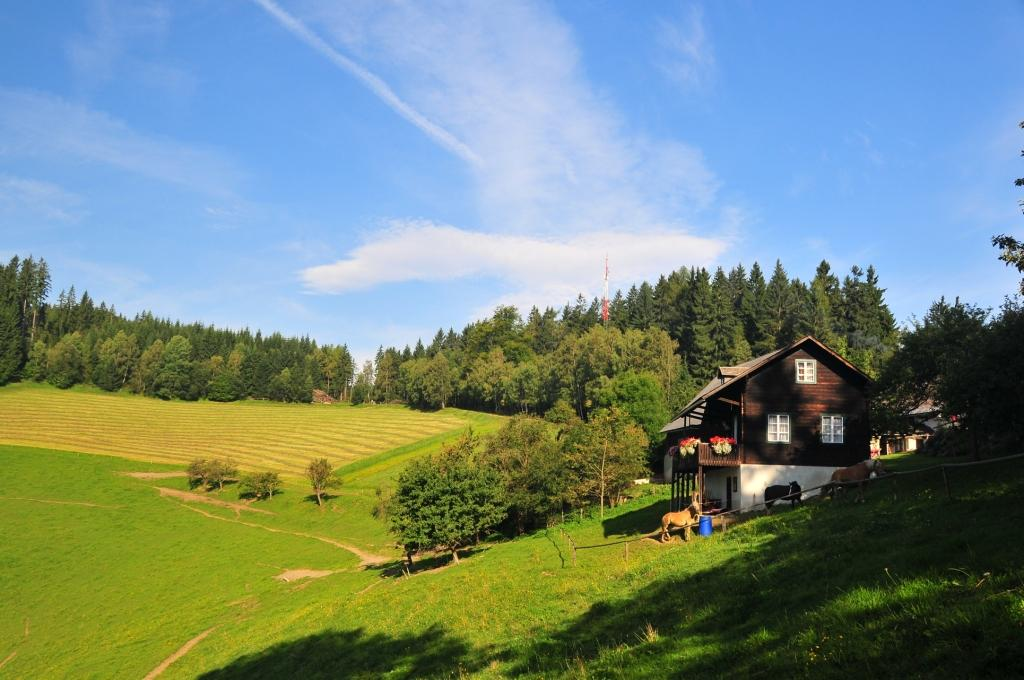

馬德雷克山（德語：Madereck），是奧地利的山峰，位於該國東南部，由施泰爾馬克州負責管轄，屬於上施瓦布山脈的一部分，海拔高度1,050米，每年平均降雨量1,671毫米。